# フランツ・クサーヴァー・ガベルスベルガー
フランツ・クサーヴァー・ガベルスベルガー（ドイツ語:Franz Xaver Gabelsberger、1789年2月9日 - 1849年1月4日)は、ドイツのタイピスト。ドイツ語の速記法の一つであるガベルスベルガー式を発明した。
もともと、バイエルン州政府のタイピストとして勤務していたが、28歳の時に新しい速記法の発明に着手した。
発明された速記法は、1834年に教科書『Anleitung zur deutschen Redezeichenkunst oder Stenographie（ドイツ語音声術・速記術の手引き）』にてその完全な説明がなされ、急速に普及した。
1849年1月4日、ミュンヘンにて59歳で亡くなった。遺体はミュンヘンの旧南墓地に埋葬された。

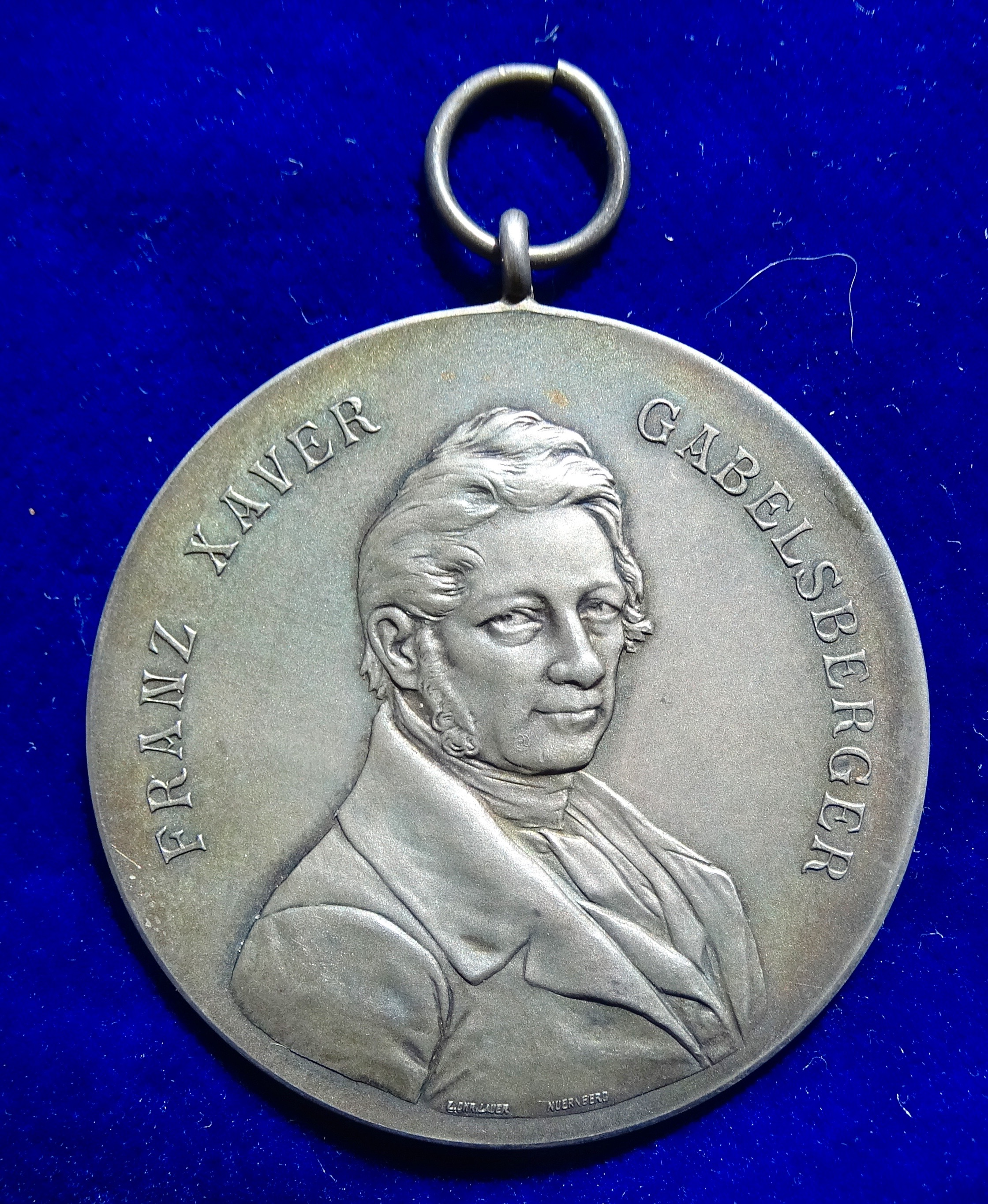
ハノーファー速記者協会の発行したメダルの裏面（1863年）